# Municipal Rangers Daïtenzin
 (février 2024).
Si vous disposez d'ouvrages ou d'articles de référence ou si vous connaissez des sites web de qualité traitant du thème abordé ici, merci de compléter l'article en donnant les références utiles à sa vérifiabilité et en les liant à la section « Notes et références ».
Municipal Rangers Daïtenzin (市立戦隊ダイテンジン, Shiritsu Sentai Daitenjin) est un manga humoristique en 2 volumes créé par le mangaka Koshi Rikudo. Il s'agit d'une parodie de sentaï mettant en scène des agents municipaux chargés de faire régner la paix dans une ville tranquille.
Municipal Rangers Daïtenzin est à l'origine du manga Excel Saga, qui en reprend les personnages dans un contexte différent.